# Чепура велика
Чепу́ра вели́ка, або ча́пля вели́ка бі́ла (Ardea alba) — великий водно-болотяний птах родини чаплевих, поширений у теплих помірних та тропічних широтах як західної, так і східної півкулі. На території України гніздовий, перелітний, частково зимуючий. Вид перебуває під охороною Бернської конвенції та ряду інших природоохоронних документів.

## Опис
Досить великий птах 94-104 см заввишки і розмахом крил 131—145 см. Вага дорослих птахів близько 912—1140 г. Як правило, самці дещо більші за самок. Оперення повністю біле. Дзьоб довгий, прямий, жовтого кольору. Лапи і пальці довгі, темно-сірі. Шия довга, S-подібна. Шостий шийний хребець дещо витягнутий і побудований таким чином, що птах здатний швидко витягнути шию або навпаки втягнути її у себе. Хвіст короткий, клиноподібний. Після осіннього линяння у самців і самок у верхній частині тіла від плечей виростає довге біле пір'я, що стирчать з боків і позаду хвоста. Під час періоду розмноження це пір'я стискається і стає плоскими, показуючи голчасті продовження за хвостом. Дзьоб в цей час набуває помаранчево-жовтого відтінку з темним закінченням, а вуздечка забарвлюється в зелений колір. Чубчик на голові, що зустрічається у інших видів чапель, у великої білої чаплі відсутній. Статевий диморфізм не виражений.

## Поширення та місця існування
Чепура велика поширена в теплих помірних і тропічних широтах Європи, Азії, Північної та Південної Америки, Африки , Австралії та Нової Зеландії.
В Україні гніздовий, перелітний, зимуючий. Гніздиться майже на всій території України, крім Карпат, Закарпаття та більшої частини Полісся і Криму; під час міграцій трапляється скрізь; у невеликій кількості зимує по всій території країни. 
Живе вона уздовж різних водоймищ як на морському узбережжі, так і всередині континенту: на заболочених низинах, заплавах і берегах річок, прісних і солоних озерах, естуаріях і мангрових заростях. Крім того, її можна побачити на сільськогосподарських угіддях, відкритих полях, рисових посадках і вздовж дренажних канав. Полює чапля на мілководді або на суші.

## Спосіб життя
Пересувається повільно і велично, витягуючи шию і вдивляючись поперед себе в пошуках їжі. Полюють чаплі поодинці або групами в денний і присмерковий час, з настанням темряви збиваються в групи разом з іншими чаплями і шукають притулку. Часто віднімає їжу у інших, менших за розміром чапель, а також вступає в бійку за їжу з іншими птахами свого виду. Іноді буває агресивна, навіть якщо їжі достатньо. Політ плавний, його швидкість варіює в межах 28-51 км/год. У період розмноження шукає їжу неподалік, але у разі потреби може подорожувати на відстань 6-20 км. Як і інші види чапель, при польоті голову відводить назад, згинаючи шию S-подібно.
У період розмноження має свою ділянку, яку ретельно охороняє. Після закінчення сезону пари часто розпадаються. Частина популяцій веде осілий спосіб життя, інші в зимовий час мігрують у межах ареалу або перелітають на великі відстані.

## Розмноження

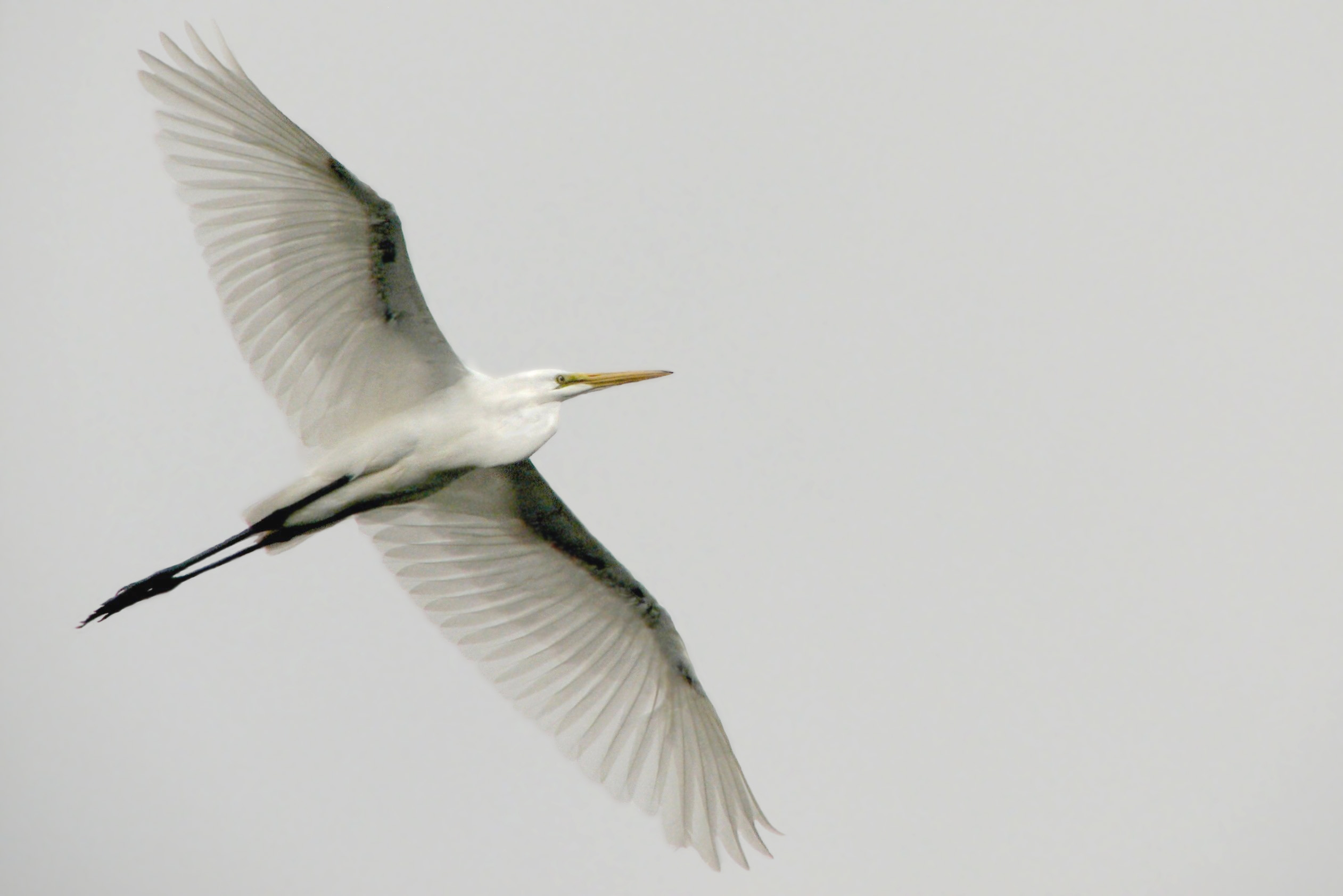
Чепура велика в польоті

Період статевої зрілості у цих птахів наступає через 2 роки. Великі чепури є сезонними моногамними птахами, тобто створюють пару тільки на один шлюбний сезон, хоча відомі випадки і повторного поєднання тієї самої пари. Гніздяться птахи великими колоніями, часто з іншими видами чапель, такими як північні чаплі та американські чепури. Протягом року виводиться тільки одне потомство. У помірних широтах для розмноження вибирається весна чи літо, коли є велика різноманітність їжі; в тропіках спарювання може відбуватися цілий рік.
Залицяння являє собою складний процес, під час якого голі ділянки шкіри змінюють своє забарвлення, а шлюбне пір'я набуває великого значення. Вуздечка (ділянка шкіри біля очей) з жовтої стає зеленою, дзьоб набуває помаранчевого відтінку і темніє на кінці. Якщо після кладки яєць забарвлення вуздечки набуває свого звичайного кольору, то дзьоб зберігає свій змінений стан на весь період розмноження.
Самець прибуває в колонію першим і вибирає місце для майбутнього гнізда. У черговості має значення вік птаха — старіші самці вибирають місце першими, як правило, ближче до центру колонії. Чаплі часто змінюють місця гніздування і колонії, тому самці, що прибули на нове місце, затверджуються на ньому і починають залучати самок, виконуючи ритуальні танці. Зацікавлені самки всідаються на сусідні гілки і спостерігають, але можуть виконати і зустрічний танець або покружляти навколо майбутнього гнізда. Самка також може відганяти інших самок, що перебувають поблизу. Пара вибирається обережно, і один із птахів іноді може прогнати іншого. Гніздо будується відразу після того, як пара створена.
Гніздо чепури великої нагадує велику купу паличок і гілочок. Воно може зберігатися кілька років, хоча колонія може переміститися в інший район або вибрати інші дерева. Матеріал збирається всіма можливими способами, включаючи і злодійство із сусідніх гнізд. Зазвичай збиранням будівельного матеріалу займається самець, в той час як самка вкладає його в гніздо.
Самка відкладає 3-6 блакитно-зелених яєць розміром приблизно 57 мм, з інтервалом 2-3 дні кожне. Висиджують яйця як самка, так і самець. Інкубаційний період становить 23-26 днів, після чого в такому ж порядку з'являються практично голі й безпорадні пташенята. Серед пташенят починається жорстоке змагання за доступ до батьківської їжі, причому пташенята, що з'явилися першими, через свій розмір мають перевагу над молодшими однолітками — вони можуть клювати їх і намагатися монополізувати своє право на доступ до годівлі. Якщо рік дуже добрий в плані їжі, то все потомство може стати на крило, однак частіше за все виживає два або навіть одне пташеня — інші гинуть. Повне оперення пташенят настає через 42-49 днів. Добре літати молоді птахи починають приблизно через 7 тижнів, проте ще до 10-11 тижнів вони залежать від батьків.

## Живлення
Раціон великої чепури складають жаби, змії, риба, річкові раки, дрібні гризуни, цвіркуни, коники та інші комахи. Оскільки інші болотяні птахи мають схожу дієту, у них часто виникає конкуренція у пошуках здобичі. У виборі їжі малорозбірливі. У ряді досліджень відзначається, що стоячи нерухомо на одному місці, великі білі чаплі здатні зловити більше здобичі середнього розміру, ніж повільно пересуваючись.

## Хижаки
У дорослих чапель не спостерігається природних ворогів. Однак, за яйцями та пташенятами часто полюють круки, американські грифи (Cathartidae) і єноти.

## Тривалість життя
Тривалість життя в диких умовах в середньому становить приблизно 15 років, в неволі близько 22 років. Смертність у цих птахів висока, поки вони ще перебувають у гнізді і в перші кілька місяців після оперення. У середньому смертність цього виду в перший рік становить 76 % і лише 26 % у наступні роки.

## Охорона
Стан більшості природних популяцій виду в межах ареалу залишається більш-менш стабільним. Саме тому він, згідно Червоного списку МСОП, отримав охоронний статус «відносно благополучний вид». Але в окремих регіонах спостерігається тенденція до зниження чисельності популяції виду, що потребує запровадження охоронних заходів. Тому, чепура велика занесена до Додатку ІІ Бернської конвенції (охоронна категорія: вид підлягає особливій охороні) та Резолюції 6 (види, що потребують спеціальних заходів збереження їхніх оселищ) цієї ж конвенції. Крім того, вид охороняється Боннською конвенцією (Додаток ІІ. Види, стан яких є несприятливим), а також Директивою Європейського Союзу 2009/147/ЄС «Про захист диких птахів» (Додаток І. Види і підвиди, що знаходяться під загрозою вимирання, які є вразливими, рідкісними або специфічними з екологічної точки зору). На регіональному рівні в Україні чепура велика занесена до Червоних книг/списків тварин Луганської, Сумської та Харківської областей.

## Галерея

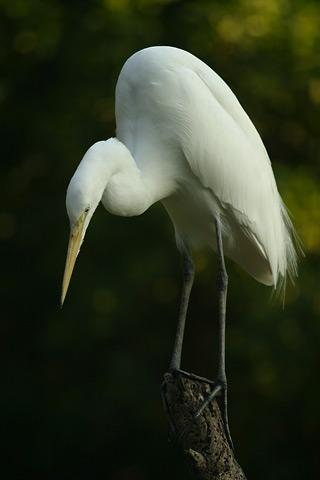
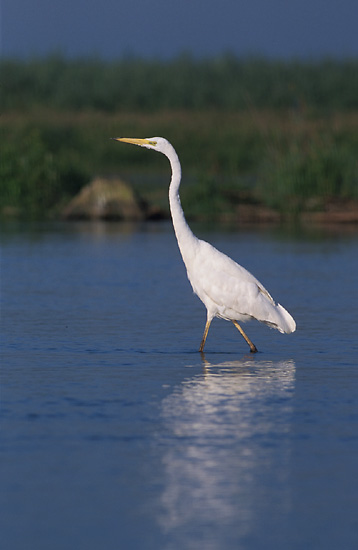
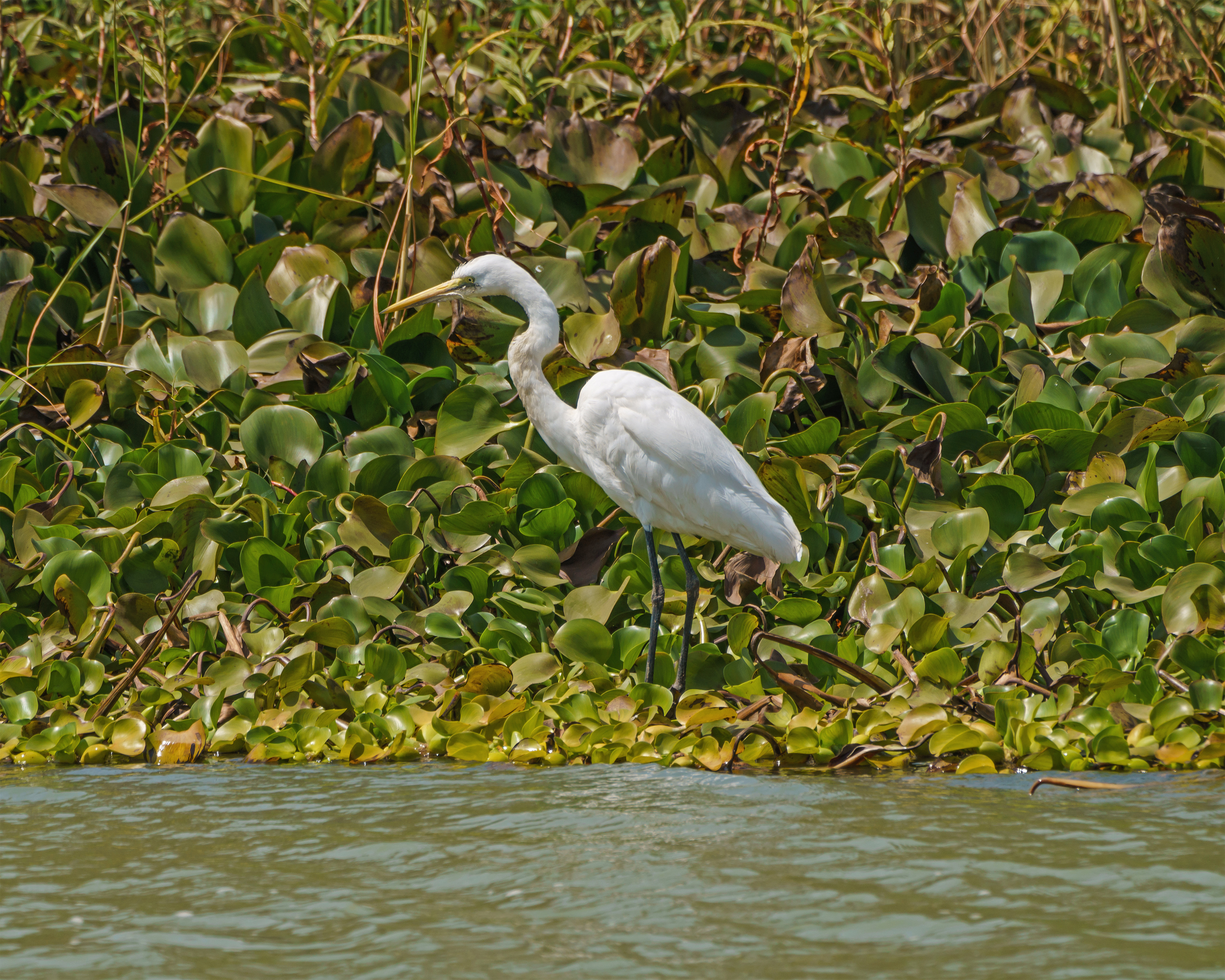
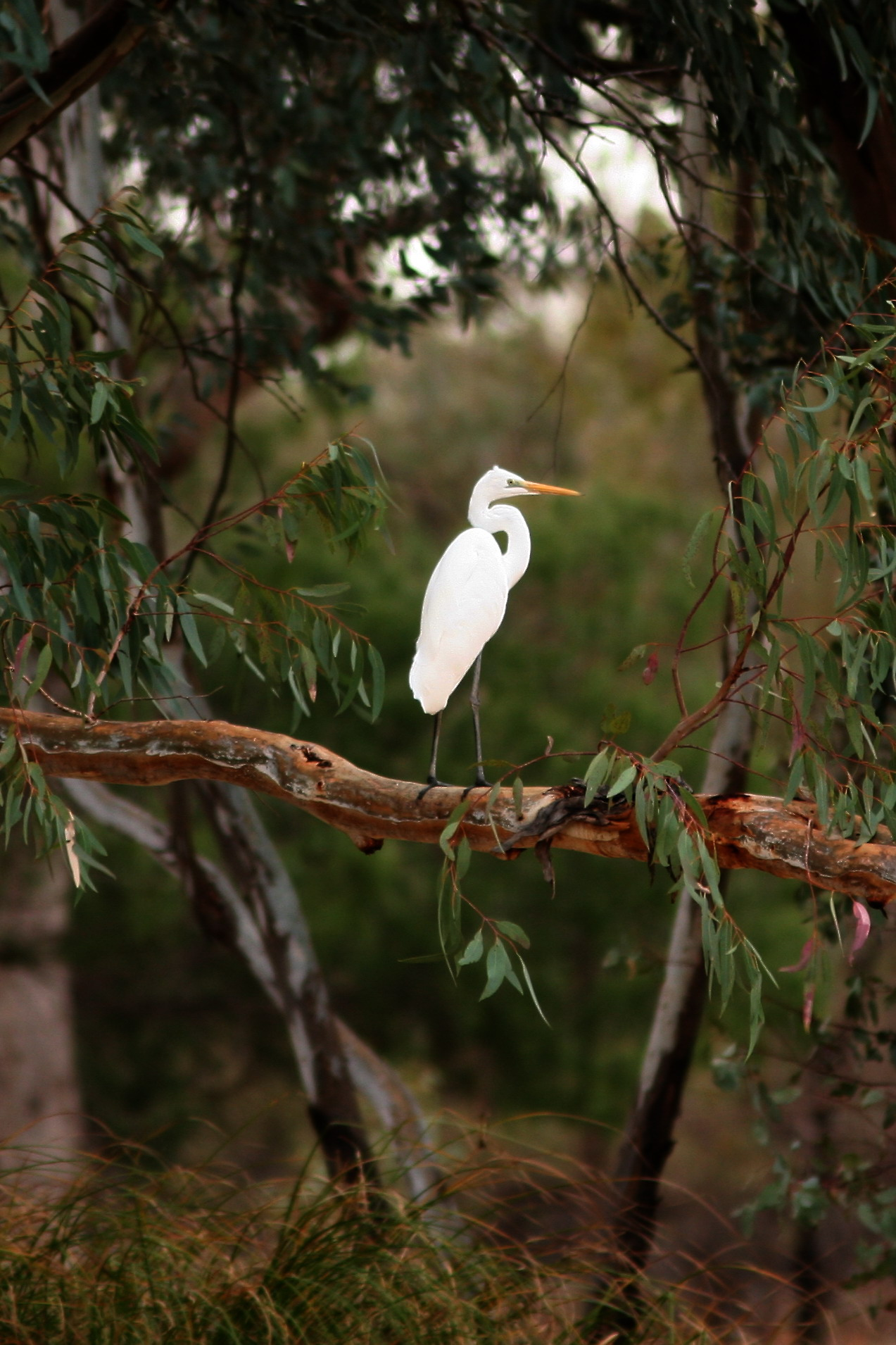
В Австралії
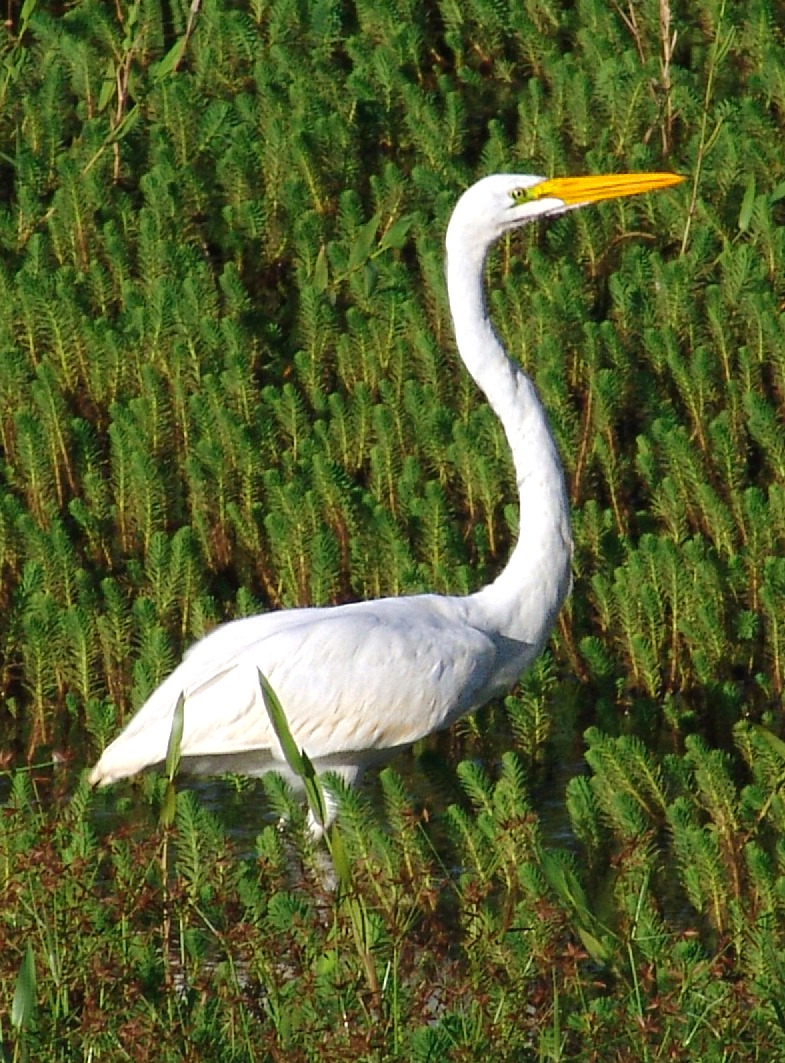
У Бразилії
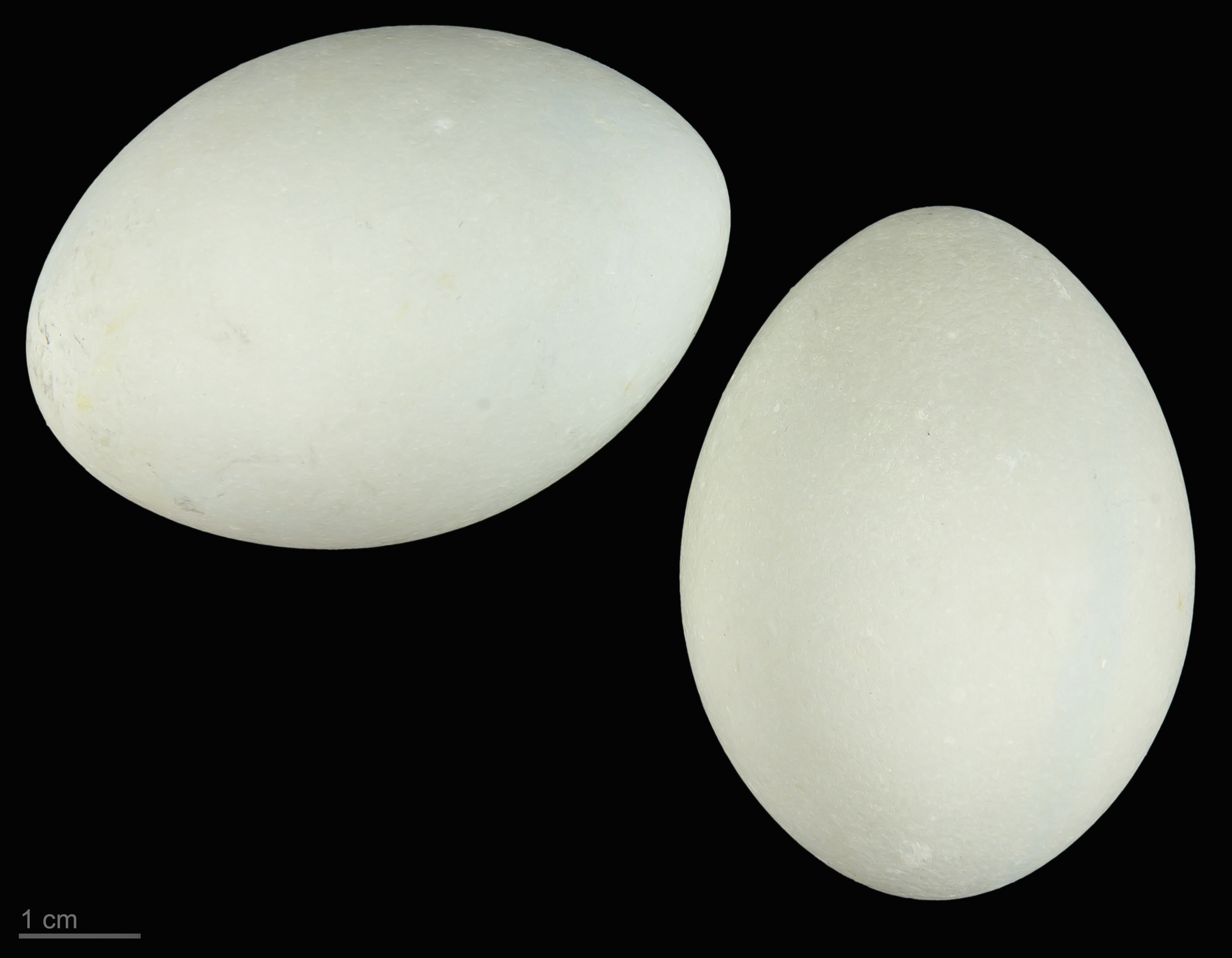
Яйця підвиду Ardea alba melanorhynchos -  Тулузький музей